# Фринберг, Регина Станиславовна
Регина Станиславовна Фринберг (урождённая Колендович, латыш. Regīna Frinberga; род. 17 марта 1928, Даугавпилс) — латвийская оперная певица (сопрано). Народная артистка Латвийской ССР (1969). Жена Артура Фринберга.

## Биография
В 1953 году окончила Латвийскую консерваторию по классу Александра Вилюманиса. В 1953—1975 гг. солистка Латвийского театра оперы и балета. Среди её важнейших партий — заглавные партии в опере Алфреда Калниньша «Банюта» (1953), Джакомо Пуччини «Тоска» (1956), Дмитрия Шостаковича «Катерина Измайлова» (1963), Гаэтано Доницетти «Лючия ди Ламмермур» (1971), Тамара в опере Антона Рубинштейна «Демон» (1953), Эльза в «Тангейзере» (1956) и Элиза в «Лоэнгрине» (1958) Рихарда Вагнера, Наташа в «Русалке» Александра Даргомыжского (1963). Пела также Леонору в «Трубадуре», Элен в «Питере Граймсе» и мн. др.
С 1970 года преподавала в Латвийской консерватории, в 1973—1979 гг. заведовала кафедрой вокала, с 1985 г. профессор; среди её учеников, в частности, Лилия Грейдане, Майя Кригена, Кристина Ополайс, Илона Багеле.